# Carl-Johan Malmberg
Carl-Johan Erik Malmberg, född 7 oktober 1950 i Stockholm, är en svensk författare, kritiker och radioproducent med specialiteten film, konst och litteratur. 

## Biografi
Malmberg skriver regelbundet sedan 1993 i Svenska Dagbladet och har tidigare undervisat i filmvetenskap vid Stockholms universitet, i konstens teori och idéhistoria vid Kungliga Konsthögskolan samt vid Södertörns högskola. Han har även arbetat som radioproducent vid Sveriges Radio. Åren 1979–89 var han en av redaktörerna för kulturtidskriften Kris och har därutöver skrivit kulturjournalistik i dagspress och tidskrifter. 
Han har tilldelats ett antal priser och utmärkelser, däribland Stora fackbokspriset 2013 för boken om William Blake, Stjärnan i foten. Sedan 2016 är han hedersledamot av Kungliga Konstakademien. 

## Priser och utmärkelser
- 1997 – Karin Gierows pris, Svenska Akademien
- 2002 – Gerard Bonniers essäpris
- 2004 – De Nios Vinterpris[1]
- 2004 – Beskowska resestipendiet, Svenska Akademien
- 2004 – Svenska vinakademiens pris
- 2007 – Sture Linnérs pris, Svenska Ateninstitutets vänner[2]
- 2009 – Svenska Akademiens essäpris[3]
- 2010 – Sorescupriset, Rumänska kulturinstitutet i Stockholm[4]
- 2013 – Stora fackbokspriset för Stjärnan i foten: dikt och bild, bok och tanke hos William Blake[5]
- 2014 – Doblougska priset[6]
- 2014 – John Landquists pris
- 2018 – Övralidspriset[7]
- 2022 – Natur & Kulturs särskilda stipendium